# Hertog van Saint-Simon
Twee Franse edelen uit de adellijke familie de Rouvroy hebben tussen 1632 en 1755 de titel Hertog van Saint-Simon gedragen en waren "Duc et Pair" (Frans voor "Hertog en Pair") van Frankrijk.
1. Claude de Rouvroy, Hertog van Saint-Simon.
2. Louis de Rouvroy, Hertog van Saint-Simon, auteur van een omvangrijk werk "Mémoires", een subjectieve maar onderhoudende beschrijving van gebeurtenissen en personages in de tweede helft van de regering van Lodewijk XIV en gedurende de Régence.